# Isitolo Maka
Pour les articles homonymes, voir Maka.
Pas d'image ? Cliquez ici

a Compétitions nationales et continentales officielles uniquement.

b Matchs officiels uniquement.
Dernière mise à jour le 8 janvier 2019.
Isitolo Maka, né le 25 mai 1975 à Longoteme, est un joueur de rugby à XV néo-zélandais. Bien que d'origine tongienne, il choisit de défendre les couleurs des All Blacks, surnom de l'équipe de Nouvelle-Zélande de rugby à XV, obtenant quatre sélections en 1998. Mesurant 1,88 m et pesant 122 kg, il évolue au poste de troisième ligne centre. Après une carrière en Nouvelle-Zélande, avec les Otago Highlanders puis les Waikato Chiefs, il rejoint la France pour évoluer avec le Stade toulousain. Il joue ensuite au Japon.

## Biographie
En 1994 il a fait partie de l'équipe de Nouvelle-Zélande des moins de 19 ans.
Il a joué sept matchs avec Auckland pendant la saison 1995-96 et a fait partie de l’équipe de Nouvelle-Zélande des moins de 21 ans. Il est parti jouer avec les Otago Highlanders pour augmenter son temps de jeu.
Après les grandes performances réalisées par Isitolo Maka en Super 12, avec les Otago Highlanders pendant la saison 1997-1998, beaucoup ont vu en lui le digne successeur de Zinzan Brooke comme numéro 8 des All Blacks. Il a effectivement effectué quatre tests matchs en 1998 contre l'Angleterre, les Australiens et les Springboks (deux fois dans le cadre des Tri-nations), mais il n'est plus sélectionné par la suite. Étant blessé il a manqué une partie des compétitions en 1998.
Maka a effectué une autre bonne saison avec les Highlanders en 1999, permettant à son équipe de participer à la finale du Super 12.
Il n’a pas été conservé dans l’effectif des Highlanders en 2000, il aura effectué 35 matchs pour cette équipe en Super 12. Il a par contre joué 11 matchs avec les Waikato Chiefs en 2000.
Après la saison 2000 de Super 12, Isitolo Maka est parti jouer pour le Stade toulousain. Avec le Stade toulousain, il a été champion de France en 2001 et vainqueur de la coupe d'Europe en 2003 et en 2005 (finaliste en 2004). En 2005, il participe à la finale de Coupe d'Europe face au Stade français au Murrayfield Stadium à Édimbourg. Il commence sur le banc puis remplace Christian Labit à la 65e minute. Les toulousains gagnent le titre de champion d'Europe en s'imposant 12 à 18 après prolongation. Son frère cadet Finau Maka a aussi évolué au Stade toulousain de 2001 à juin 2010.
En 2009, il rejoint le club de Marseille Vitrolles en Fédérale 1, mais une consultation auprès d'un spécialiste se solde par une interdiction de la pratique du rugby en raison d'une blessure inopérable à un genou et il met donc un terme à sa carrière de joueur.
En 2011, il est sélectionneur de l'équipe nationale des Tonga pour la coupe du monde de rugby à XV en Nouvelle-Zélande.

## Clubs successifs
- Auckland RFC 1995-1996
- Otago Highlanders 1996-2000
- Otago 1996-1999
- Waikato Chiefs 2000
- Stade toulousain 2000-2006
- Fukuoka Sanix Blues (Japon) 2006-2009
- Marseille Vitrolles 2009 (aucun match joué)

## Palmarès
- Nombre de tests avec les All Blacks :  4
- 1 essai
- Première cape : 27 juin 1998
- Dernière cape : 15 août 1998
- Champion de France en 2001
- Vainqueur de la coupe d'Europe en 2003 et 2005
- Champion de France Espoir : 2003